# Osîkuvate, Kirovohrad
Osîkuvate (în ucraineană Осикувате) este un sat în comuna Oleksiivka din raionul Kirovohrad, regiunea Kirovohrad, Ucraina.

## Demografie
Componența lingvistică a localității Osîkuvate
     Ucraineană (90,72%)
     Rusă (5,67%)
     Română (3,61%)
Conform recensământului din 2001, majoritatea populației localității Osîkuvate era vorbitoare de ucraineană (90,72%), existând în minoritate și vorbitori de rusă (5,67%) și română (3,61%).